# Kadıköy
Kadıköy (řecky Χαλκηδών nebo Καλχηδών, v češtině též jako Chalkedon, Kalchédón či Chalcedon) je rozsáhlou kosmopolitní městskou částí Istanbulu. Nachází se na severním břehu Marmarského moře. Pokud se nacházíte v historické čtvrti Evropského Istanbulu a podíváte se přes Bospor na druhou stranu, zahlédnete právě Kadıköy (poznáte jej podle horkovzdušného balónu připevněného v přístavišti). Kadıköy je nejen samostatnou Istanbulskou provincií, ale stejně tak se jmenuje také její historické a kulturní centrum s četnými kiny, bary, restauracemi, obchody, galeriemi, rybím bazarem a antickými uličkami.
Tak jak se Češi v Praze scházejí na Václavském náměstí pod koněm, tak se i Turci scházejí v Kadıköy pod sochou býka (turecky: boa), která je umístěna na kopci od přístaviště Eminönü, kterému se říká šesticestí (turecky Altıyol).

## Historie
Chalkedon bylo starověké přístavní město v Bíthýnii v Malé Asii, téměř naproti Byzantiu, na jih od Scutari. Původně byl Chalkedon megarskou kolonií založenou na místě o tolik horším než se naskýtalo na opačném břehu, že si vysloužil ve věštbě jméno „město slepých“ (caecorum oppidum, Plinius Starší). Ve svých raných dějinách těžil z bohatství Byzantia, byl dobyt satrapou Otanem (kolem roku 513 př. n. l.) a dlouho kolísal mezi spartskými a athénskými zájmy; nakonec jej pergamský král Attalos III. odkázal roku 133 př. n. l. Římanům. Město téměř zničil pontský král Mithridatés VI., avšak během doby císařské se opět vzmohlo a vyrostlo v něm mnoho nových veřejných staveb. Tento rozkvět ukončily ve 3. století n. l. vpády Gótů do Malé Asie, jež místním způsobily značné škody. Další pohroma pak přišla o sto let později, kdy bylo město vypleněno vojsky císaře Valenta za podporu uzurpátora Procopia. Ze sutin budov nechal Valens postavit akvadukt v Konstantinopoli.
Svůj význam si Chalkedon přesto podržel až do konce starověku a roku 451 hostil čtvrtý ekumenický koncil. V letech 616–626 ho drželi Peršané, kteří se za krále Husrava II. pokoušeli dobýt Konstantinopol. Od těch dob nastal pomalý úpadek, provázený rozpadem antických staveb. Osmanští Turci použili materiál z rumiště na výstavbu Istanbulu.
Kadıköy se pyšní nejstarší mešitou v Istanbulu, která byla postavena téměř století před dobytím Istanbulu Osmanskými Turky v roce 1453.
Když Osmané dobyli Istanbul, Chalkedon byl pouhým venkovským sídlem mimo ochranu města. Brzy nato byla toto osídlení připojeno k jurisdikci ostatních Konstantinopolských soudů, odkud pochází i dnešní název Kadıköy neboli "Vesnice soudce". Během Osmanské vlády se stal Kadıköy významným trhem pro zemědělské výrobky a časem se stal rezidenční oblastí pro lidi, kteří mohli dojíždět do města lodí. Lidé žijící v Kadıköy byly typickou směsí Osmanské doby: Arméni, Řekové, Židé a Turci. V dnešním Kadıköy můžete navštívit několik kostelů (řeckých, arménských, srbských, katolických, protestantských) a synagog.

## Členění
Istanbulská městský obvod Kadıköy vznikl roku 1928 oddělením od městského obvodu Üsküdar. Dnešní Kadıköy sousedí na severozápadě s městským obvodem Üsküdar, na severovýchodě s městským obvodem Ataşehir, na jihovýchodě s městským obvodem Maltepe.
Městský obvod Kadıköy se skládá z celkem 21 městských částí:
- Acıbadem
- Bostancı
- Caddebostan
- Caferağa
- Dumlupınar
- Eğitim
- Erenköy
- Fenerbahçe
- Feneryolu
- Fikirtepe
- Göztepe
- Hasanpaşa
- Koşuyolu
- Kozyatağı
- Merdivenköy
- Ondkuzmayis
- Osmanağa
- Rasimpaşa
- Sahrayıcedit
- Suadiye
- Zühtüpaşa

## Doprava

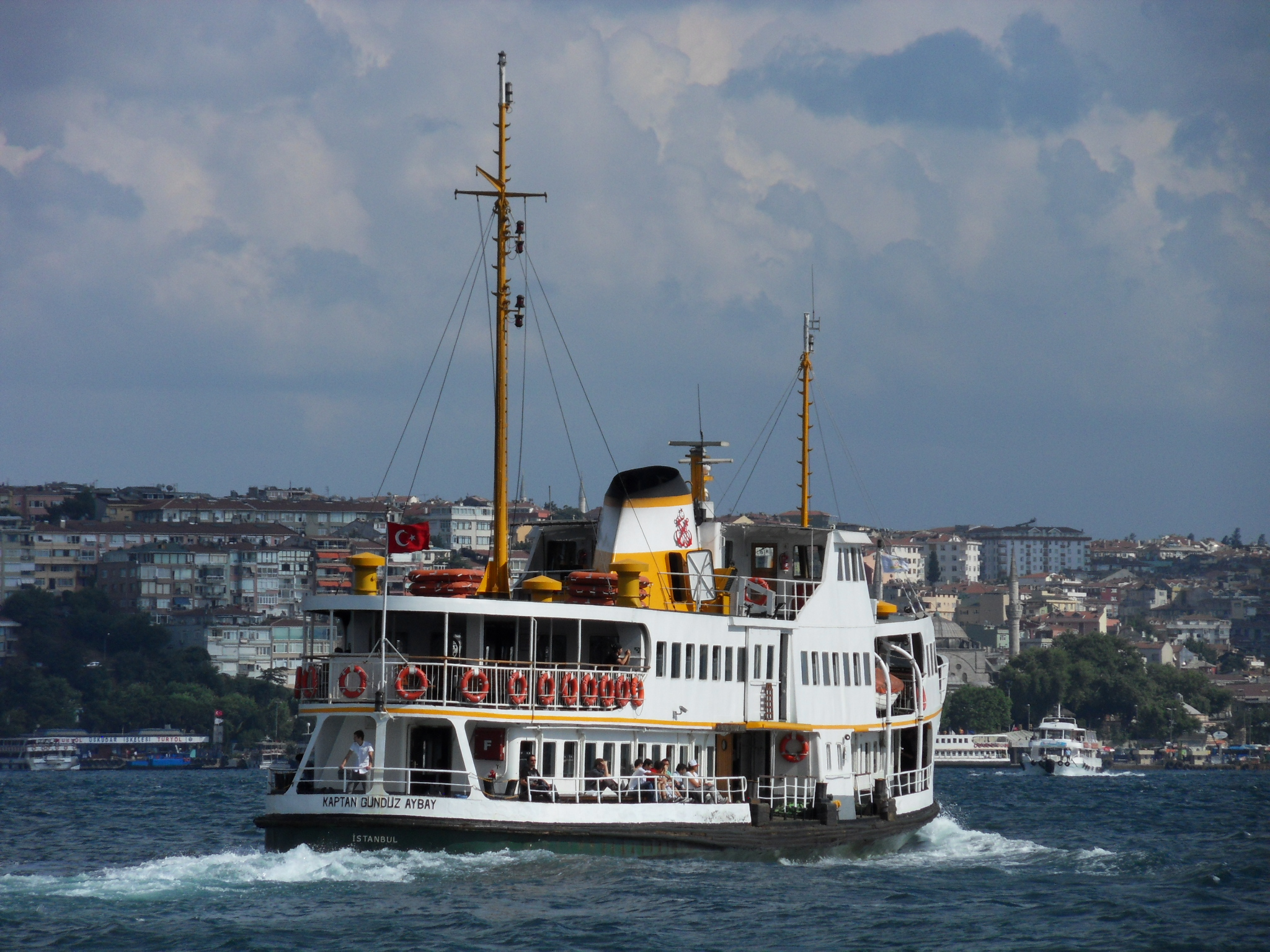
Typický druh lodní přepravy osob přes Bospor

Kadıköy je důležitou dopravní křižovatkou nejen pro ty, co se potřebují dostat přes Bospor z evropské strany Istanbulu na asijskou stranu, ale také pro ty, co se potřebují dostat do jiných koutů Turecka.
Lodní doprava: Jedním z nejdůležitějších lodních terminálů v Istanbulu je právě lodní přístav Kadıköy. Jezdí sem lodě z celého Istanbulu i lodě přejíždějící Marmarské moře. Turecký název pro lodní přístav je "iskele" a druhý název dostává podle toho, kam směřují lodě, které odtud vyjíždí. V Kadıköy je k dispozici 5 hlavních terminálů: Eminönü iskelesi (lodě jedoucí do Eminönü), Karaköy iskelesi (lodě jedoucí do Karaköy), Beşiktaş iskelesi (lodě jedoucí do Beşiktaşe), Kabataş iskelesi (lodě jedoucí do Kabataşe) a soukromý terminál Istanbulských mořských rychloautobusů (turecky İstanbul Deniz Otobüslerin İskelesi). Kromě těchto 5 hlavních terminálů jsou k dispozici i další s výlety na Princovy ostrovy a projížďkami po Bosporu.

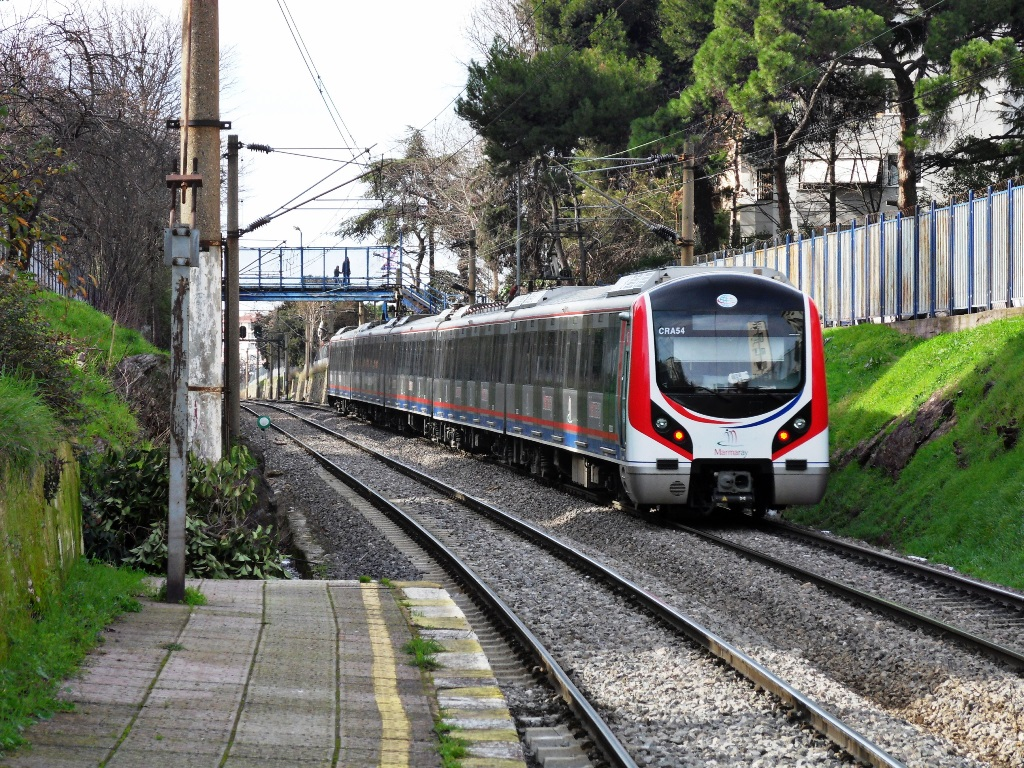
Turecké železnice

Vlaková doprava: hlavním terminálem je Terminál Haydarpaşa náležící Tureckým drahám, který se nachází jen několik minut chůze od lodního přístavu Kadıköy. Odsud vyjíždí vlaky téměř do všech tureckým měst. Vlakový terminál Haydarpaşa byl otevřen roku 1908 pro linky Istanbul – Bagdád a Istanbul-Damašek-Medina. Pokud máte zájem projet vlakem pouze Istanbul, pak se potřebujete dostat na vlakový terminál v Söğütlüçeşme (turecky Söğütlüçeşme tren istasyonu), který se nachází také jen několik minut chůze od přístavu v Kadıköy.
Autobusová doprava: je neoblíbenějším typem dopravy pro Turky. V Kadıköy je dostupný druhý největší autobusový terminál Istanbulu jménem Harem (turecky: Harem Otogarı), odkud vyjíždí autobusy do celého Turecka.

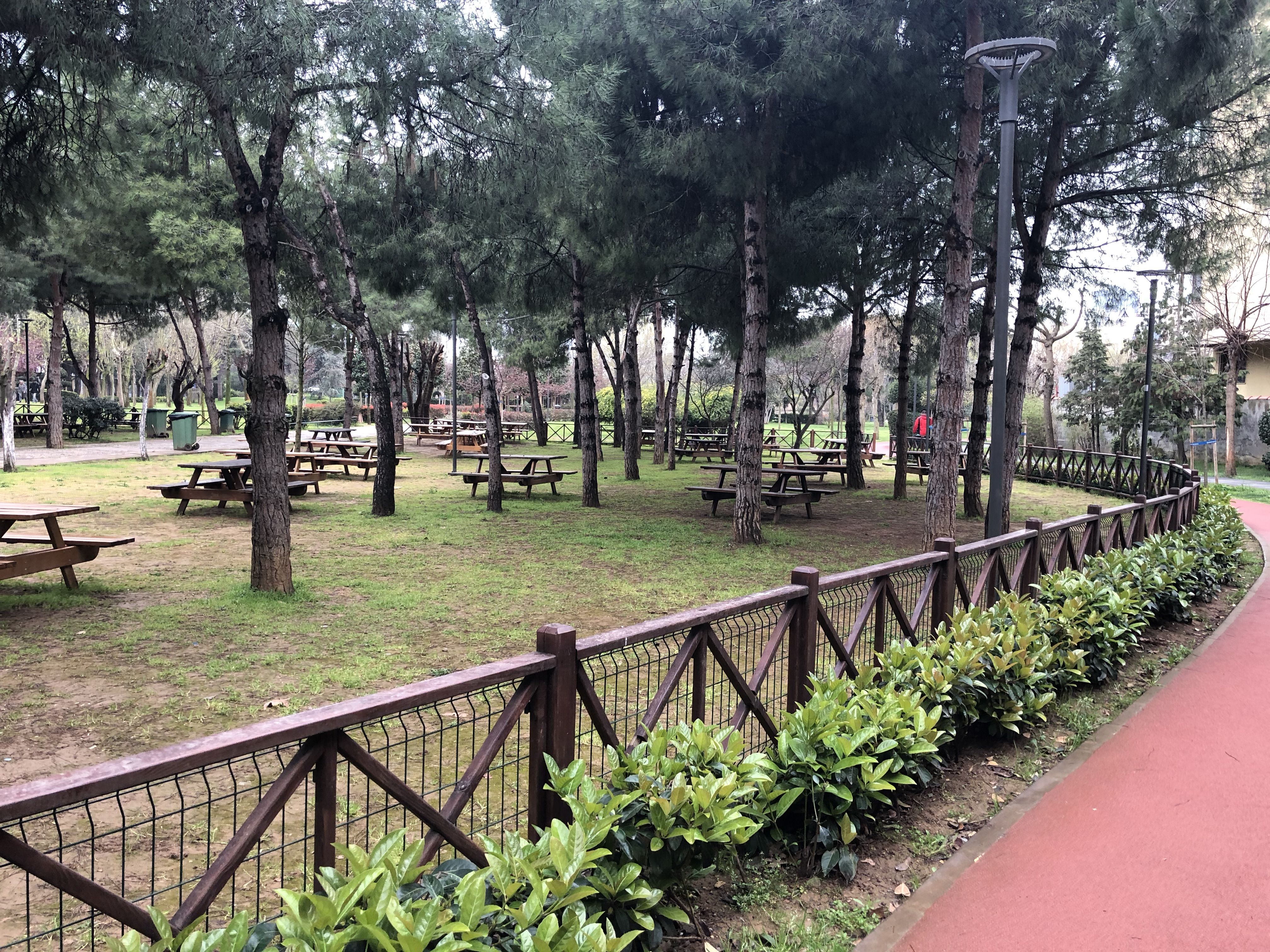
Kadıköyský park

Metrobus: je nově otevřená autobusová rychlolinka, přejíždějící z evropské strany Istanbulu na asijskou a naopak. Její zastávku naleznete hned vedle vlakového terminálu Söğütlüçeşme, nebo jen několik minut chůze od přístavu Kadıköy.
Metro: V létě roku 2012 se konečně i asijská strana Istanbulu dočkala svého prvního metra M4 Kadıköy – Kartal. Do metra můžete naskočit v Kadıköy kousek od přístaviště. Metro nevede historickou čtvrtí, ale podél hlavní silnice E-5, tudíž je určeno více lidem, kteří dojíždějí za prací.

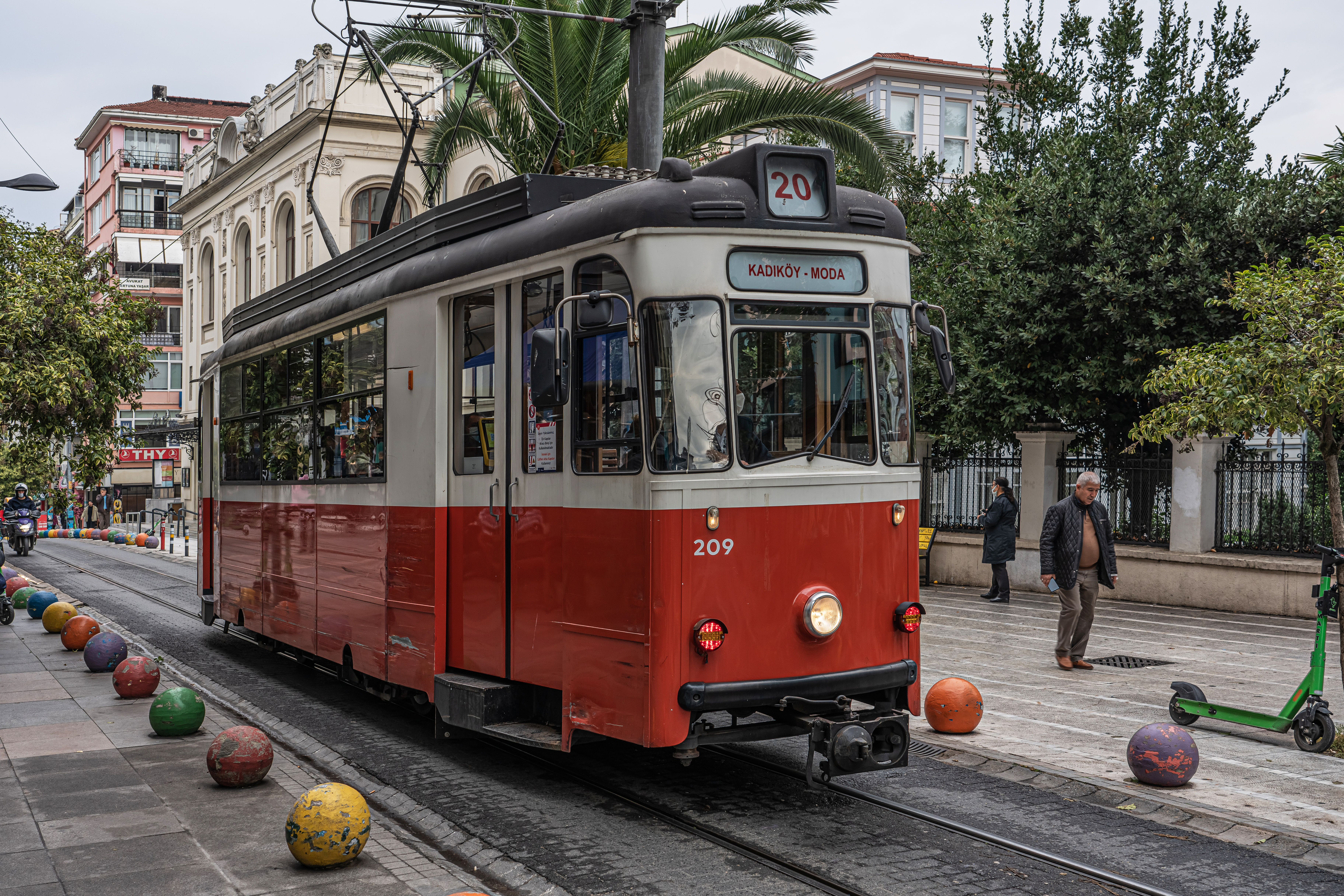
Nostalgická tramvaj Kadıköy-Moda

Nostalgická tramvaj: Historická tramvaj T3 vás proveze z přístaviště v Kadıköy přes historické nákupní zóny do relaxační čtvrtě jménem Moda, kde při šálku kávy můžete obdivovat krásu Marmarského moře, nebo se projít po pěší zóně kolem moře.
Minibusy: Turecké minibusy jsou něco, co by nás Evropany ani ve snu nenapadlo. Jsou to zmenšeniny autobusů, které Vám zastaví, kde si řeknete, a které odchytíte pouhým mávnutím ruky. Nepotřebujete mít zakoupený žádný žeton ani lístek, platí se v hotovosti předáním peněz přímo řidiči. V případě, že máte rádi vysoký adrenalin a chcete zažít něco, co doma nenajdete, pak cesta minibusem je pro Vás to pravé. Zastávka minibusů se nachází přímo u přístavu v Kadıköy.

## Vzdělání
Největší počet budov v Kadıköy má Marmarská univerzita (turecky Marmara Üniversitesi), která se může pyšnit obrovským historickým elegantním kampusem Haydarpaşa (kousek od vlakového terminálu Haydarpaşa). Největší soukromou univerzitou v Istanbulu je pak Univerzita Yeditepe (česky Univerzita Sedmi Kopců), která se nachází na hoře jménem "Kayışdağı" ve východní části územního celku Kadıköy. Další soukromou institucí pro vyšší vzdělání je Univerzita Doğuş (turecky Doğuş Üniversitesi) nacházející se ve čtvrti Acıbadem.
U středních škol jsou nejvíce známé tyto školy: Kadıköy Anadolu Lisesi, İstanbul Anadolu Lisesi, a Göztepe İhsan Kurşunoğlu Anadolu Lisesi.

## Nákupy
Kadıköy je zalidněná nákupní čtvrť, s širokou škálu prostředí a architektonických stylů. Ulice jsou různorodé: od úzkých alejí po obrovské třídy jako je Bagdádská ulice (turecky Bağdat Caddesi), nebo pěší zóny jako je ulice Bahariye (turecky Bahariye Caddesi). Pro labužníky bude správnou adresou největší bazar jídla, který začíná u mešity Osman Ağa (turecky Osman Ağa camii) a nabízí obrovské množství čerstvých potravin, masa i ryb z celého Turecka. Najdete zde chodníky zaplněné pouličními prodavači, kteří prodávají ponožky, pirátské kopie populárních románů, kytky, cukrové vaty a další výrobky. Boční uličky nabízejí malé galerie, exotické kavárny, knihkupectví s novými i použitými knihami, řemeslnické obchůdky, hudebniny, antikvariáty a divadla.

## Kultura a atrakce

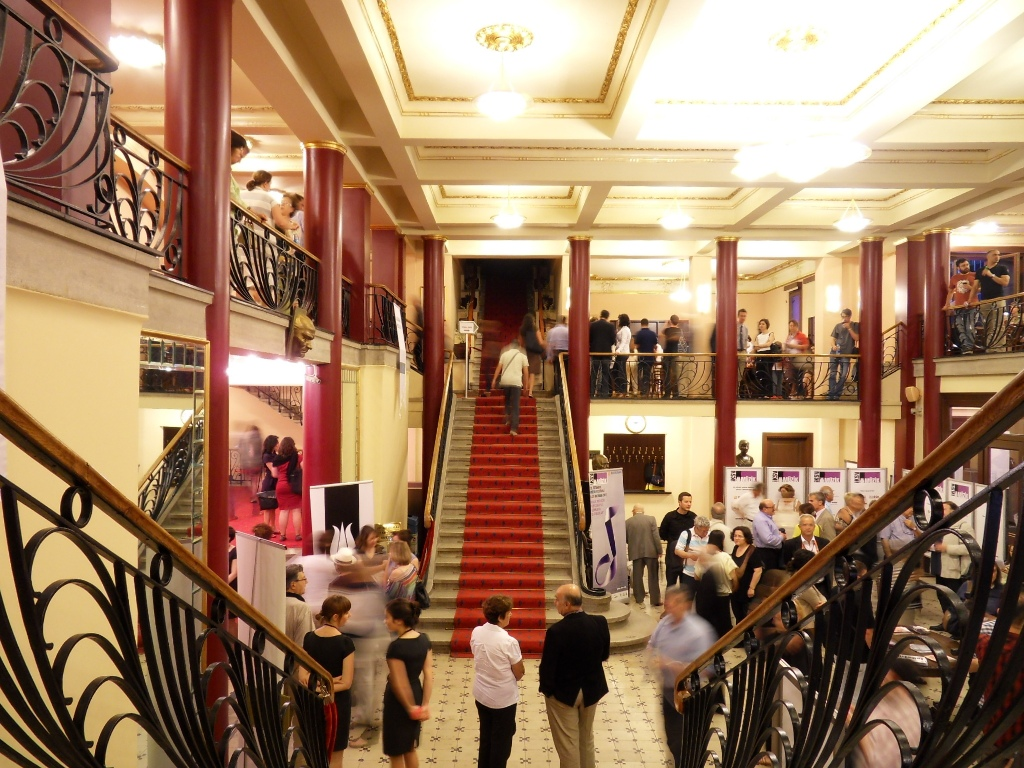
Operní dům Süreyya v centru Kadıköy

Když se v roce 1992 stala ulice Bahariye (turecky Bahariye Caddesi) pěší zónou, zájem o místní kulturu začal vzkvétat. Naleznete zde Operní dům Süreyya (turecky Süreyya Operası), Kulturní dům Barış Manço nebo Kino Reks.
V jiných částech Kadıköy pak naleznete ještě Kulturní dům Caddebostan (na Bagdátské třídě), Divadlo Halduna Tanera, Umělecké centrum Müjdata Gezena, Divadlo Envera Demirkana a Kulturní centrum Bostanci.
Pokud máte rádi hračky, doporučujeme navštívit i Muzeum hraček ve čtvrti Göztepe, která se pyšní kolekcí více než 4000 hraček a miniatur z Turecka i ciziny.

## Sport

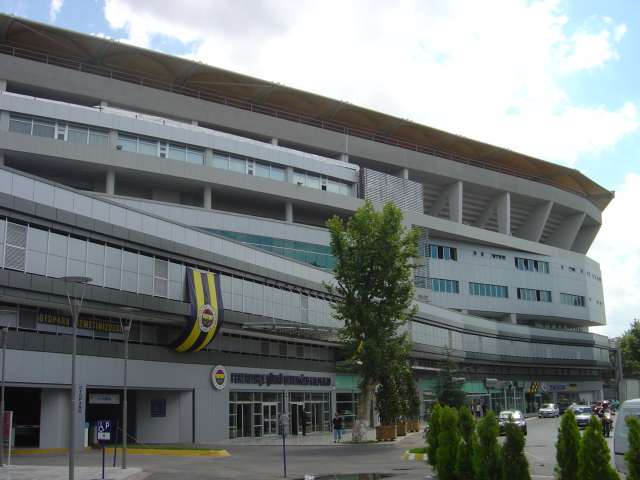
Stadión Fenerbahçe

Kadıköy je domovem jednoho z nejslavnějších a nejsilnějších sportovních klubu Turecka, sportovního klubu Fenerbahçe. Byl založen v roce 1907 a zaměřuje se především na fotbal, ale působí i v atletice, basketbalu, plavání, veslování, aikido, biliardu, gymnastice, karate, volejbalu, boxu, závodu plachetnic či stolním tenise.

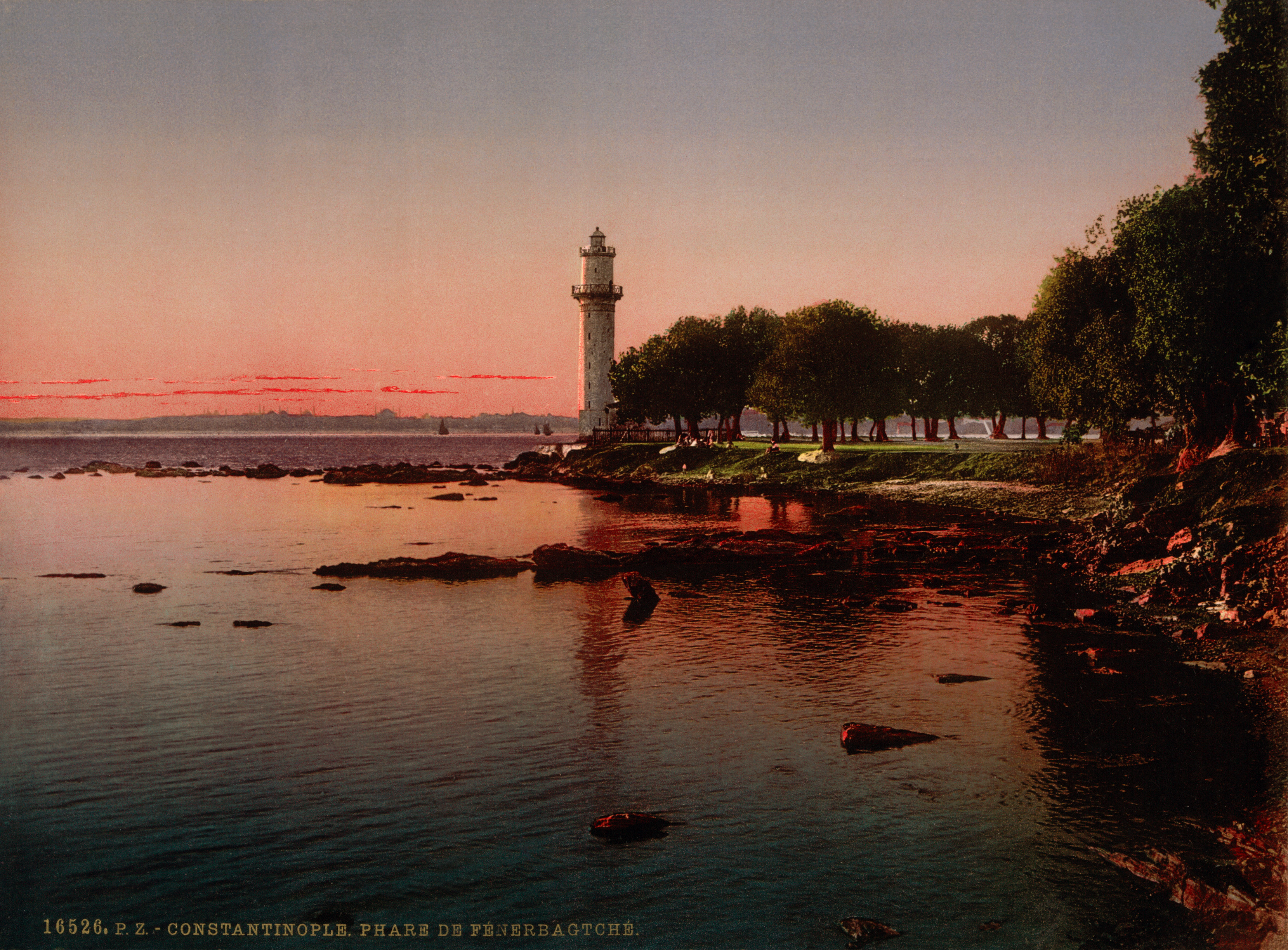
Maják na Fenerbahçe

Název Fenerbahçe pochází složením dvou slov (fener = maják, bahçe = zahrada/pole), v překladu majákové pole, a svůj původ má od majáku, který se nachází právě na pobřeží Marmarského moře v Kadıköy. Své domácí zápasy hraje klub na stadionu Fenerbahçe Şükrü Saracoğlu s kapacitou přes 52 000 diváků. V centru Kadıköy se dále nachází i víceúčelová sportovní aréna Caferağa (turecky Caferağa Spor Salonu), která je domovem basketbalových týmů Alpella (mužský tým) a Fenerbahçe Istanbul (ženský tým), a volejbalových týmů.